# Aleksandra Szafraniec
Aleksandra Szafraniec ur. (23 września 1989 w Nysie) – polska siatkarka, grająca na pozycji środkowej. Od sezonu 2019/2020 występuje we francuskiej drużynie Bordeaux-Mérignac Volley.

## Sukcesy
- złota medalistka Mistrzostw Polski Juniorek
- srebrna medalistka Mistrzostw Polski Juniorek
- srebrna medalistka Mistrzostw Polski Kadetek
- złota medalistka Mistrzostw I ligi w 2008 roku